# 데니스 판 데르 헤이스트
데니스 판 데르 헤이스트(네덜란드어: Dennis van der Geest, 네덜란드어 발음: [ˈdɛnɪs fɑn dər ˈɣeːst], 1975년 6월 27일~)는 네덜란드의 전직 유도 선수이다. 2004년 하계 올림픽에서 남자 헤비급 동메달 2개(1996, 2004)를 획득했으며 세계 선수권 대회에서 금메달 1개, 은메달 1개, 동메달 3개를 획득했다.

## 개인사
동생인 엘코 판 데르 헤이스트 또한 유도 선수로 활동했다.